# Холькенхавн (замок)
Холькенхавн (нем. Holckenhavn) — старинный замок, расположенный рядом с фьордом Холькенхавн, на побережье пролива Большой Бельт. Комплекс находится к югу от города Нюборга в регионе Южная Дания на восточном побережье острова Фюн, Дания. Нынешний замок эпохи Ренессанса начали возводить в конце XVI века и завершили строительство в начале XVII века последовательно три разных владельца комплекса. Ранее был известен как Ульфельдтсхольм и Элленсборг. Своё нынешнее название замок получил в 1672 году, когда его приобрёл Эйлер Хольк (1627–1698), основатель баронства Холькенхавн. С той поры имение и крепость находятся во владении его потомков. Изначально по своему типу комплекс принадлежал к замкам на воде.

## История

### Ранняя история
Поместье, первоначально известное как Kogsbølle, ведёт свою историю с конца XIV века, когда оно принадлежало Андерсу Якобсену Ульфельдту. Имение и господский дом оставались во владении семьи Ульфельдтов более 200 лет. Первоначальная резиденция располагалась существенно дальше от морского побережья. Но после 1580 года было возведено новое здание на месте нынешнего замка, совсем рядом с берегами пролива Большой Бельт. В ту же эпоху поместье стали называть Ульфельдтсхольм.

### XVII век

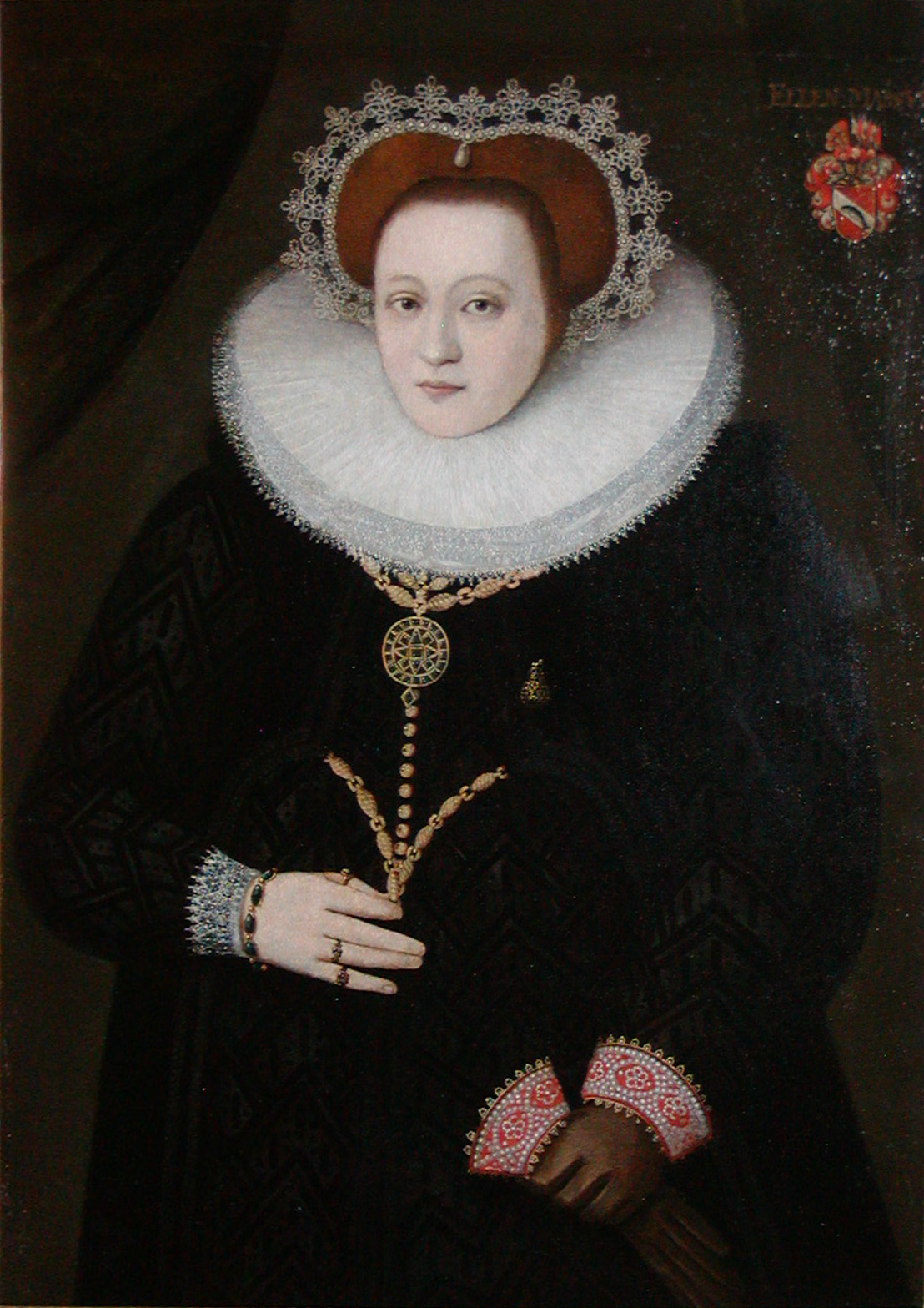
Эллен Марсвин

В 1616 году канцлер королевства Якоб Ульфельдт продал фамильное поместье Эллен Марсвин. Сам Ульфельдт приобрёл ставший впоследствии знаменитым замок Эгесков. Марсвин, которой было 39 лет, за несколько лет до покупки овдовела во второй раз и решила посвятить дальнейшую жизнь развитию окружающих замок сельскохозяйственных угодий. Она так преуспела в этом, что превратилась в одного из крупнейших землевладельцев своего времени. Марсвин расширила замок, достроила ещё два крыла и провела экстравагантную реконструкцию интерьеров. Кроме того, в свою честь она переименовала резиденцию в Элленсборг.
Эллен Марсвин была матерью Кирстен Мунк, которая вышла замуж за короля Кристиана IV. Однако вскоре девушка впала в немилость из подозрений монарха в её супружеской неверности. Экс-королева была вынуждена покинуть короля и провела остаток жизни в родовом имении. Кирстен Мунк умерла в 1658 году и замком стала владеть её дочь Леонора Кристин. Она, в свою очередь, вышла замуж за бывшего королевского наместника гофмаршала Корфица Ульфельдта. Тот выступил на стороне шведов во время их вторжения в Данию. За это предательство обоих супругов заточили в крепость Хаммерсхус на острове Борнхольм. После освобождения в 1661 году они поселились в родовом имении, но в 1662 году их вынудили покинуть Данию. Поместье и замок были конфискованы в пользу короны.
Около десяти лет после конфискации Элленсборг оставался почти заброшенным. Наконец в 1672 году король распорядился передать замок во владение Эйлеру Хольку, коменданту Кронборга. Первым делом новый собственник в очередной раз переименовал резиденцию. На этот раз в Холькенхавн. Одновременно Эйлер учредил одноимённое баронство Холькенхавн (упразднено в 1921 году).

### С XVIII века по настоящее время

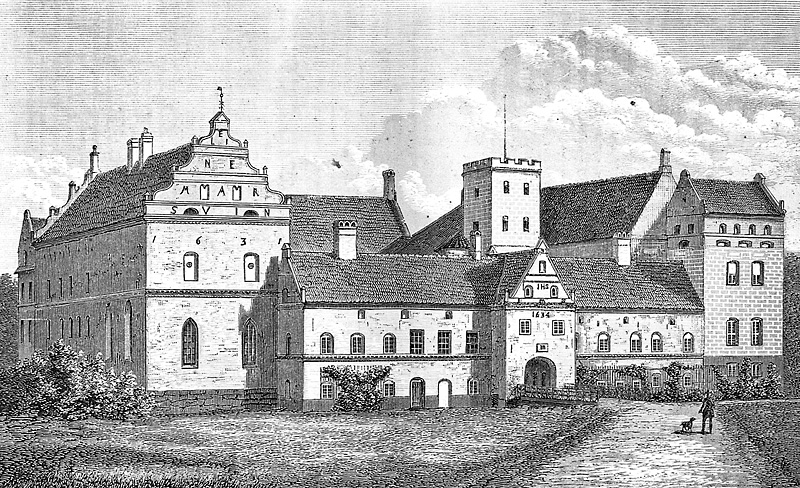
Замок Холькенхавн на рисунке XIX века

Потомки Эйлера Холька продолжали оставаться владельцами поместья Холькенхавн на протяжении XVIII и последующих веков. В XXI веке замок находится в собственности семьи Хольк.
Главное здание было неоднократно перестроено в XVIII и XIX веках. В период с 1904 по 1910 год в замке производился капитальный ремонт. В числе прочего менялись перекрытия и крыша.

## Описание замка
Замок Холькензавн — это четырёхкрылый комплекс, расположенный на почти квадратном основании. Изначально замок со всех сторон был окружён водой и попасть внутрь было возможно только по разборному деревянному мосту через южные ворота. Фасады выполнены в стиле Ренессанс. Главные работы заняли несколько десятилетий. Возведением корпусов от основания до завершения строительства занимались последовательно три поколения собственников. Северное и восточное крыло, а также торхаус (надвратная башня) были построены к 1585 году. Несколько позже началось возведение замковой часовни и большой колокольни. Основным архитектором на этом этапе, вероятно, был Доменикус Бадиаз.
Эллен Марсвин добавила западное крыло в 1631 году и более низкое крыло со стороны южных ворот в 1634 году. Она также в 1637 году достроила часовню, богато украшенную резьбой по дереву Гансом Дрейером. Также при Марвин в замке появился роскошный рыцарский зал с дорогой отделкой интерьеров.
Замок Холькенхавн в настоящее время в сумме включает в себя около 6000 квадратных метров площади различного назначения и 128 отдельных помещений. Рыцарский зал вмещает 200 гостей. Часовня рассчитана на 100 человек. Само имение включает около 825 га земли, из которых около 400 га используются как сельскохозяйственные угодья. Вокруг замка имеется небольшой ландшафтный парк в английском стиле.

## Современное использование
Практически весь замок может быть использован под различные мероприятия. По договорённости с владельцами здесь возможно проведение конференций, юбилейных торжеств, корпоративных мероприятий и свадеб. Парк доступен для свободного посещения. Экскурсии проводятся по предварительной договорённости.

## Галерея

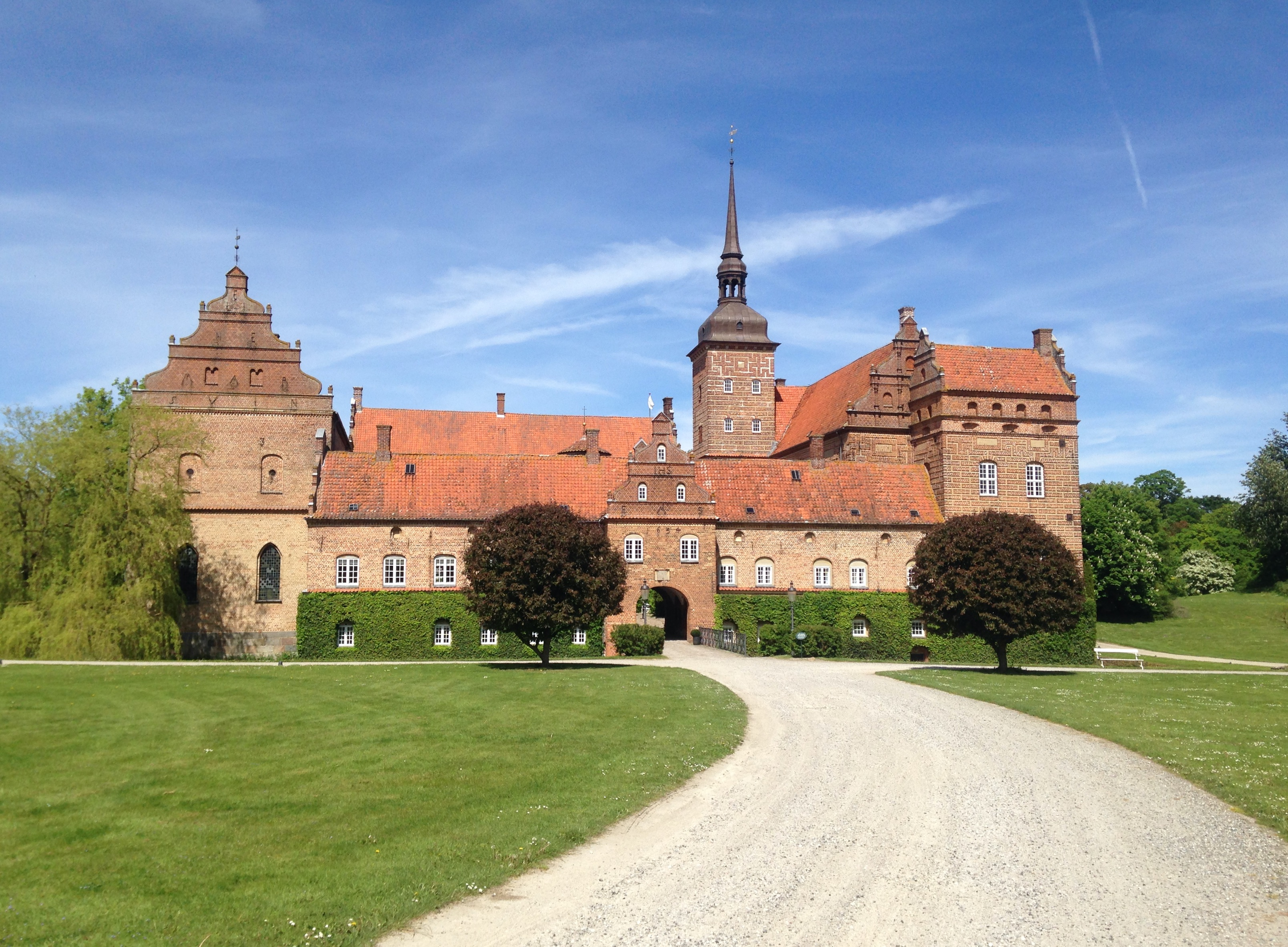
Вид замка с южной стороны
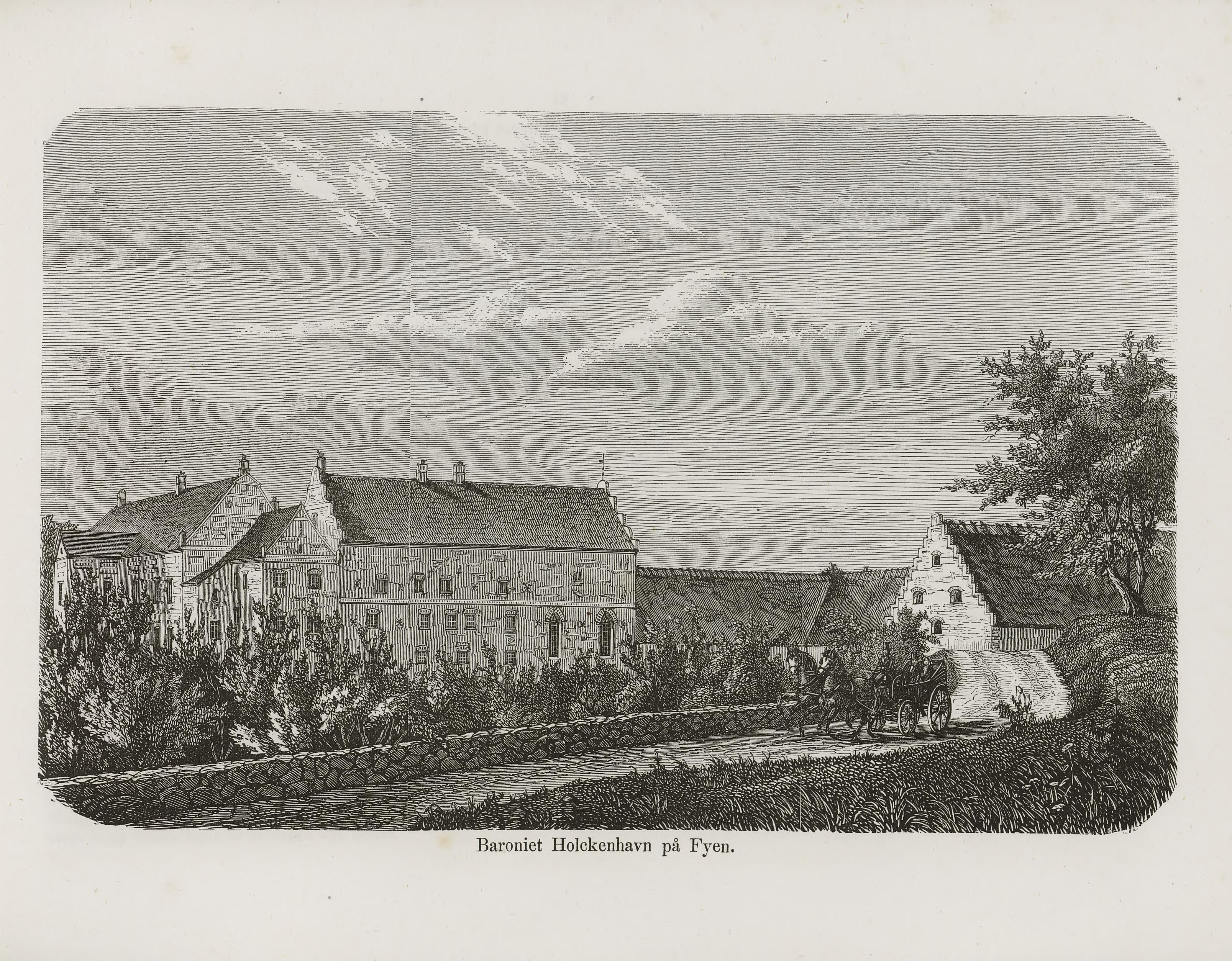
Замок на рисунке 1872 года
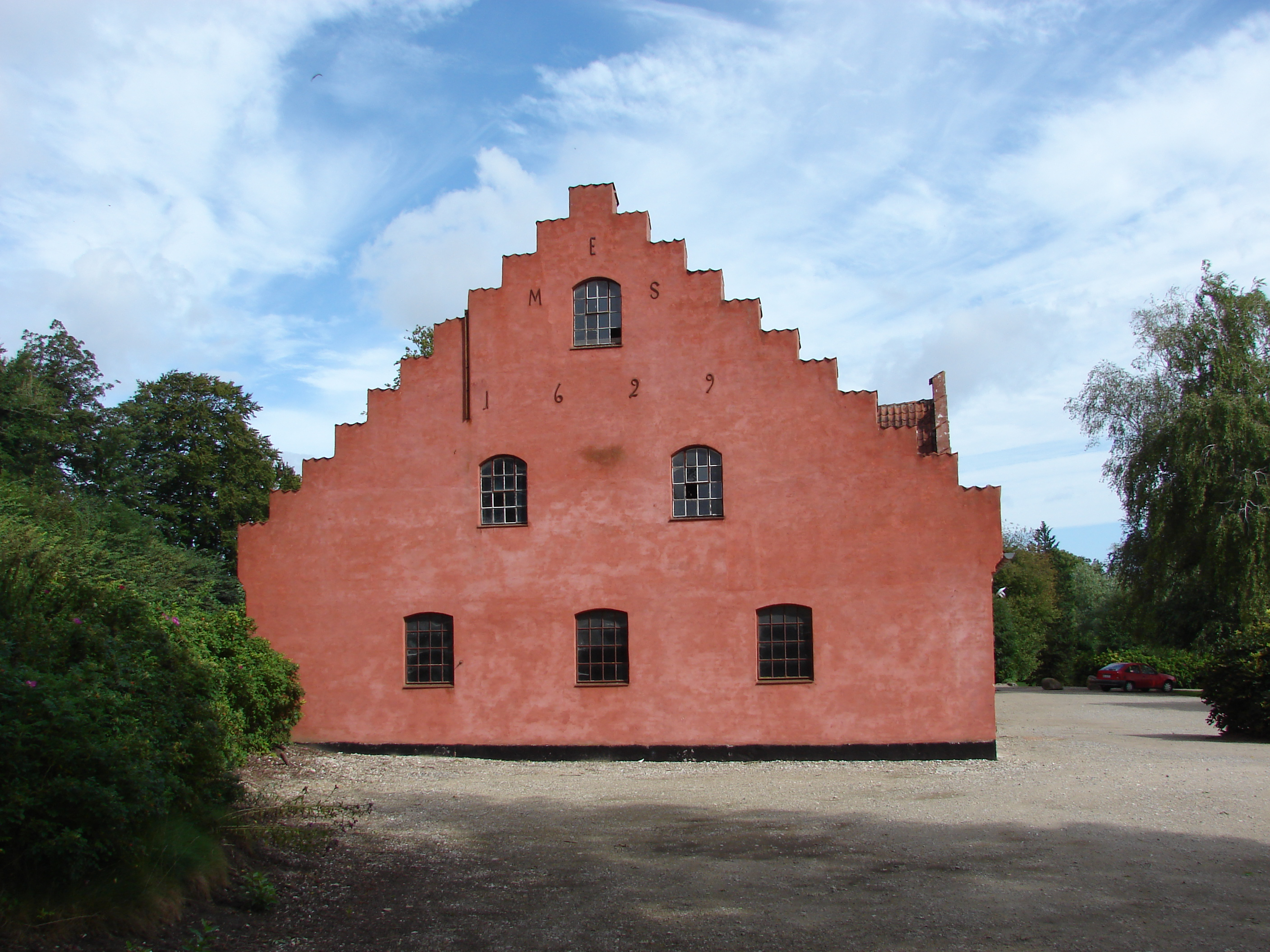
Старинный жилой дом рядом с замком